# Laodicea (Siria)

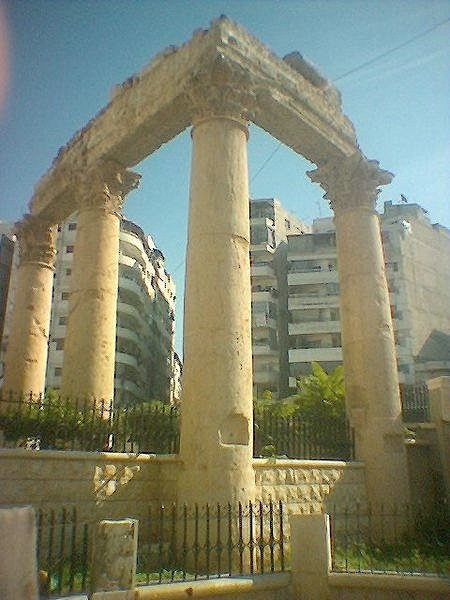
Templo de Dioniso, en la antigua Laodicea, actual Latakia

Laodicea de Siria, también llamada Laodicea de la costa (griego Λαοδίκεια η Πάραλος) o Laodicea marítima (latín: Laodicea ad mare) fue una ciudad de la Tetrápolis siria, fundada por Seleuco I Nicator en los últimos años del siglo IV a. C. (ca. 301 a. C.) Se convirtió en un puerto importante y, después de pasar a manos romanas, fue convertida en colonia. 
Durante el imperio de Septimio Severo fue capital de la provincia de Siria y, más tarde, fue también la capital de la provincia bizantina de Teodorias desde 528 hasta la conquista musulmana de 637. Actualmente es la ciudad siria de Latakia.
- Datos: Q11931162
- Multimedia: Laodicea in Syria / Q11931162